# El cubo de Newton
El argumento del cubo de Newton fue ideado por Isaac Newton para demostrar la necesidad de la existencia de una fuerza centrífuga en un movimiento de giro. Para que una masa gire, es necesario que una fuerza actúe siempre en dirección perpendicular a la velocidad con la que se desplaza la masa, es decir apuntando hacia el centro de giro. Esa fuerza puede ser de cualquier origen, y la fuerza necesaria es directamente proporcional al cuadrado de la velocidad de la masa que gira, con lo cual si se realiza un giro a gran velocidad es preciso una fuerza de gran magnitud. Por eso si se llena un cubo con agua y se lo hace girar con rapidez, aunque lo hagamos girar en un plano perpendicular, el agua del cubo no se vierte al pasar por el punto más alto de la trayectoria, para sorpresa de mucha gente. Esto se debe a que se necesita una fuerza centrípeta tan grande que el peso del agua no basta para suministrarla y aún es preciso algo más de fuerza que procede de la tensión del brazo sujetando del asa del cubo, por lo que el peso del agua no actuará como fuerza de caída (permitiendo que se vierta el agua) sino como fuerza centrípeta que va a mantener el agua girando a la misma velocidad que el cubo que la contiene.
Eso mismo pasa en la Estación Espacial Internacional, que gira alrededor de nuestro planeta, de forma que tanto la estación espacial como las personas y los objetos que están dentro giran sincronizadamente (a la misma velocidad) que la estación espacial. Es probable que hayas visto en imágenes televisión como el agua en la estación espacial no caía sino que flotaba formando esferas de agua, porque el poco peso que tienen a esa altura se emplea como fuerza centrípeta dado el movimiento de giro del agua que gira sincronizada con la estación espacial.
Fuera de lo que es el experimento y su explicación, la forma en que flota el agua en la estación espacial internacional se debe que el agua como todos los líquidos cuando está en contacto con un gas (la atmósfera) desarrolla en su superficie una fuerza que provoca el conocido fenómeno de la Tensión superficial. Debido a este fenómeno, los líquidos en contacto con los gases desarrollan una superficie lo más pequeña posible y como en la estación espacial flota rodeada por aire, forma la figura de mínima superficie con máximo volumen que es la forma esférica.